# William George Barker
William George "Billy" Barker, kanadski častnik, vojaški pilot in letalski as, * 2. november 1894, Dauphin, Manitoba, † 12. marec 1930, Rockcliffe Aerodrome, Ottawa (KIFA).
Billy Barker je med prvo svetovno vojno dosegel 50 zračnih zmag. Še danes ostaja najbolj odlikovani pripadnik oboroženih sil v vojaški zgodovini Kanade. Manj znano je, da je Billy Barker poletel solo po samo 55 minutah trenaže v letalu z instruktorjem in dvojnimi komandami. 
V resnici naj ne bi bil posebej vešč pilot in je tekom svoje kariere doživel več nesreč, kar pa je kompenziral z agresivnostjo in natančnostjo pri streljanju. Viktorijin križec si je prislužil v borbi z Nemci s številčno premočjo v letalu Sopwith Snipe. Pri tem je bil hudo ranjen, a je preživel. Letalske nesreče 12. marca 1930 v Ottawi ni.

## Odlikovanja
- Viktorijin križec (V.C.)
- Distinguished Service Order (DSO) s ploščico
- Croix de Guerre (Francija)
- Military Cross (MC) z dvema ploščicama
- srebrna medalja za vojaški pogum (2x)